# Heidelberg (Westkap)
Heidelberg ist eine Stadt in der Lokalgemeinde Hessequa, im Distrikt Garden Route der südafrikanischen Provinz Westkap.
Der Ort wurde nach der deutschen Stadt Heidelberg benannt. Er entstand 1855 als Siedlung und erhielt im März 1862 das Stadtrecht.

## Geografie
Heidelberg hat 8259 Einwohner (Stand 2011) in 2198 Haushalten.
Heidelberg liegt am Fluss Duivenhoks, unmittelbar nach dessen Austritt aus den Langebergen. Die überregionale Straßenverkehrsanbindung bildet die Nationalstraße N2 am westlichen Ende der südafrikanischen „Garden Route“, einer vielbesuchten Tourismus-Region. Durch die Stadt verläuft die Bahnstrecke Worcester–Voorbaai. Bis nach Riversdale sind es 29 und nach Swellendam 53 Kilometer.

## Geschichte
Die Gegend wurde 1689 durch den Entdecker Izaak Schryver erforscht. 1725 gründete hier ein Bure namens Andries Gous eine Farm mit dem Namen Doornboom („Dornenbaum“). Im Jahr 1855 erwarb der Kirchenrat des Distrikts Riversdal, in dem das Gebiet damals lag, ein Stück Land des Farmgeländes und gründete mit dem Bau einer Kirche und einer Schule den Ort, der wegen seiner ähnlichen topographischen Lage und mit Bezug auf den Heidelberger Katechismus nach der deutschen Stadt Heidelberg benannt wurde.
Zu den touristischen Zielen in der Nähe zählen der Bontebok-Nationalpark und die Grootvadersbosch Nature Reserve. Dort befindet sich die 1735 gegründete Farm Grootvaderbosch, deren frühe Bausubstanz weitgehend unverändert erhalten blieb und daher als Sehenswürdigkeit gilt.

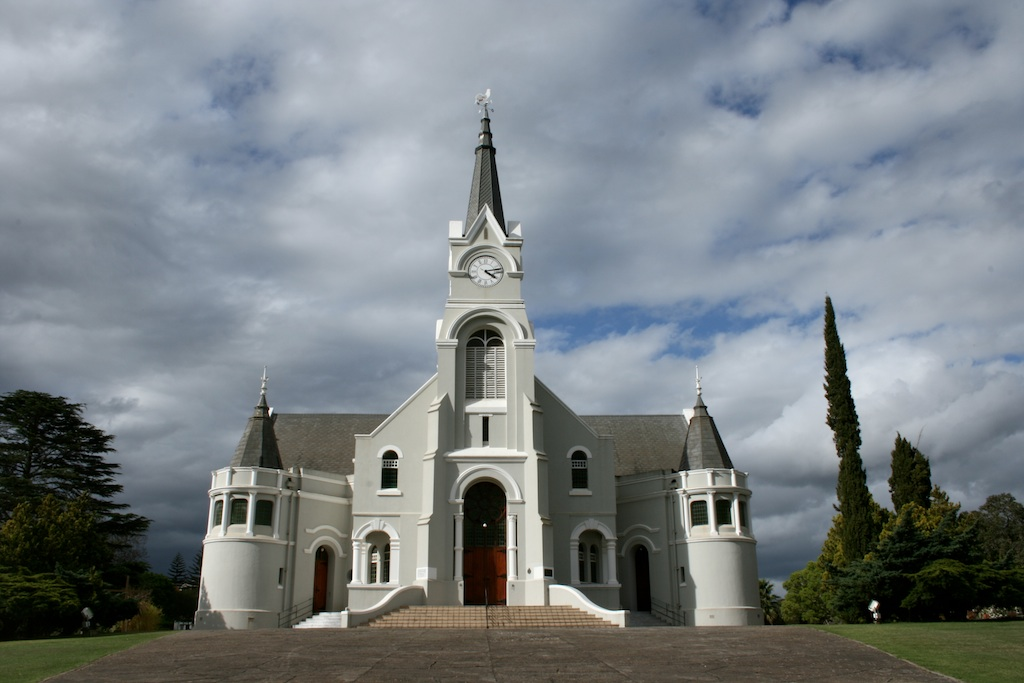
Niederländisch-reformierte Kirche in Heidelberg
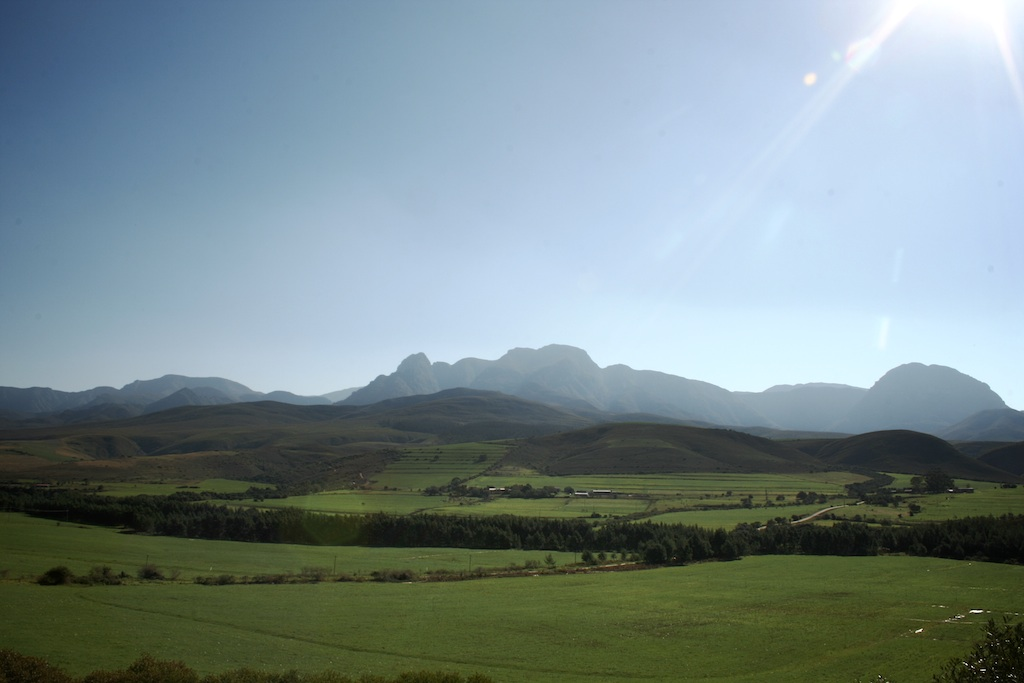
Ausgedehntes Tal in Heidelberg
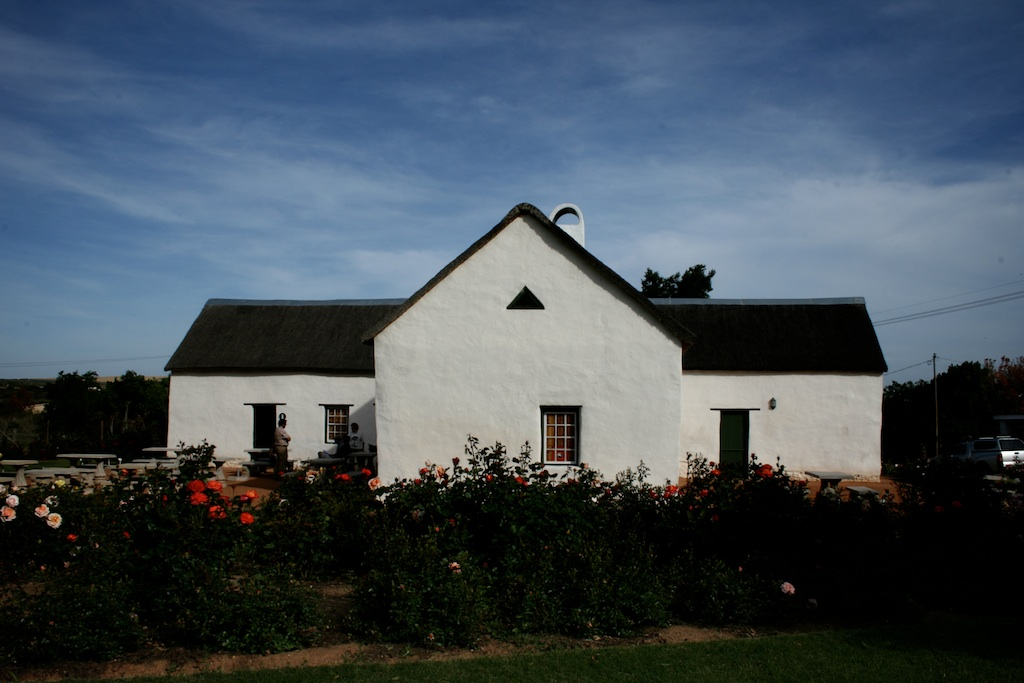
Fourie House / Doornboom Opstal, das älteste Haus in Heidelberg, 1728 gebaut

## Sonstiges
- Es gibt in Südafrika in der Provinz Gauteng noch eine weitere Stadt des gleichen Namens, Heidelberg (Gauteng), die etwa 50 Kilometer südöstlich von Johannesburg liegt.[1]
- Die heutige Stadt Bethulie südlich von Bloemfontein, wurde am 4. März 1863 gegründet und dieser Ort „Heidelberg“ genannt. Im Jahre 1872 wurde eine Umbenennung nach der nahen Missionsstation vorgenommen, um eine Verwechslung mit den anderen beiden gleichnamigen Orten in der Kapkolonie und in Transvaal zu vermeiden.[5]